# Psilotettix obesus
Psilotettix obesus är en insektsart som beskrevs av Bruner, L. 1908. Psilotettix obesus ingår i släktet Psilotettix och familjen gräshoppor. Inga underarter finns listade i Catalogue of Life.